# 1re brigade mécanisée
Pour les articles homonymes, voir 1re brigade.
La 1re brigade mécanisée était l'une des brigades mécanisées du Commandement des forces terrestres (CFT) de l'Armée de terre française. Créée le 1er juillet 1999, comme héritière de la 1re division blindée, elle a été dissoute le 21 juillet 2015. Avant sa dissolution, ses effectifs s'élevaient à 4 000 hommes et femmes et son état-major était caserné à Châlons-en-Champagne.
La 1re division est recréée en 2016 dans le cadre du plan de réorganisation de l'Armée de terre nommé Au contact.

## Création et différentes dénominations

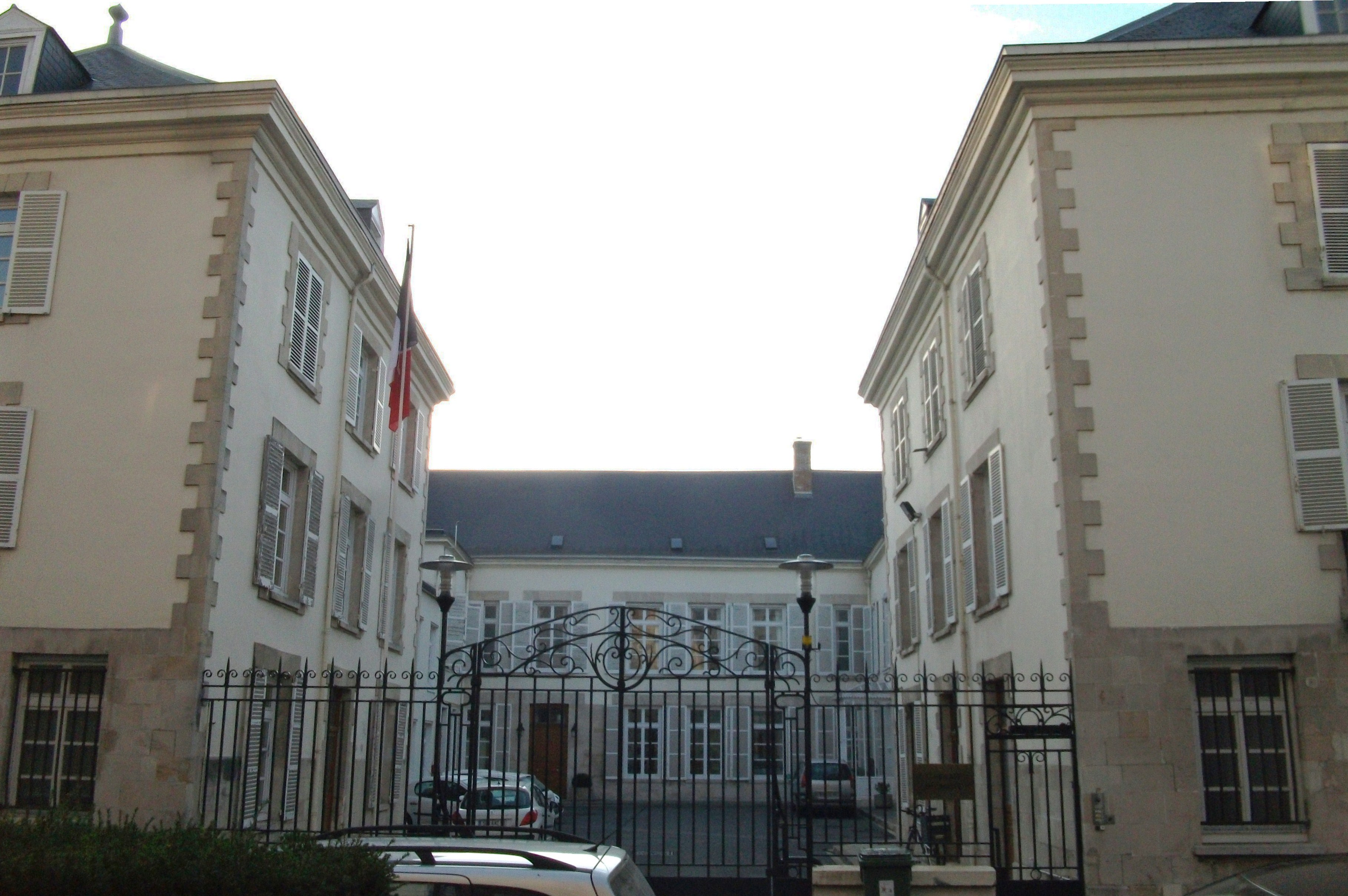
Son état-major.

- 1er mai 1943 : création de la 1re division blindée (1re DB) à partir de la brigade légère mécanique (BLM) ;
- 31 mars 1946 : dissolution de la 1re DB ;
- 1948 : la 1re division blindée est recréée ;
- 1er juillet 1999 : création de la 1re brigade mécanisée (1re BM) qui hérite des traditions de la 1re division blindée ;
- 21 juillet 2015 : dissolution de la 1re brigade mécanisée et de la 1re compagnie de commandement et de transmissions[1],[2].

## Devise
Sa devise, Nomine et Virtute Prima signifie littéralement "La première par le nom et la valeur". Le choix de l'insigne, la croix de saint Louis, provient du lieu de formation de l'unité, la Tunisie, où le roi Louis IX vint s'éteindre en 1270.

## Composition
Commandée par un officier général, la brigade avait pour mission de préparer et de conduire l'engagement des cinq régiments et des trois unités élémentaires spécifiques de la brigade dans un contexte interarmes national ou multinational :
La brigade était forte de 4 000 hommes et femmes. Elle a été engagée sur l'ensemble des théâtres d'opérations extérieurs avec 3 500 soldats projetés en moyenne par an : Afghanistan, Liban, Guyane, Kosovo, Côte d'Ivoire, Tchad, Sénégal.
Elle était constituée des unités suivantes[Quand ?][réf. nécessaire] :
- 1er régiment de spahis de Valence ;

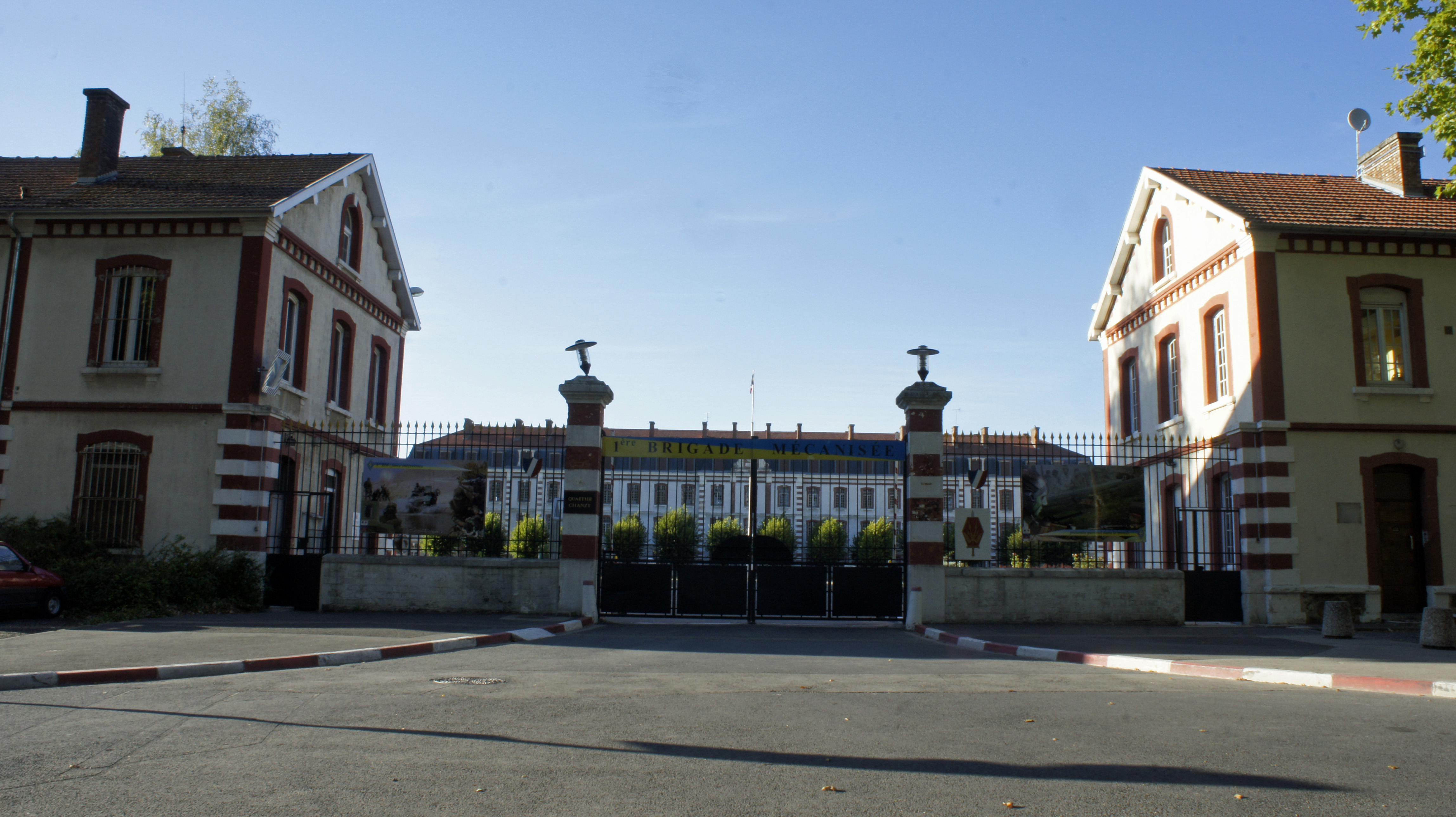
Son casernement.

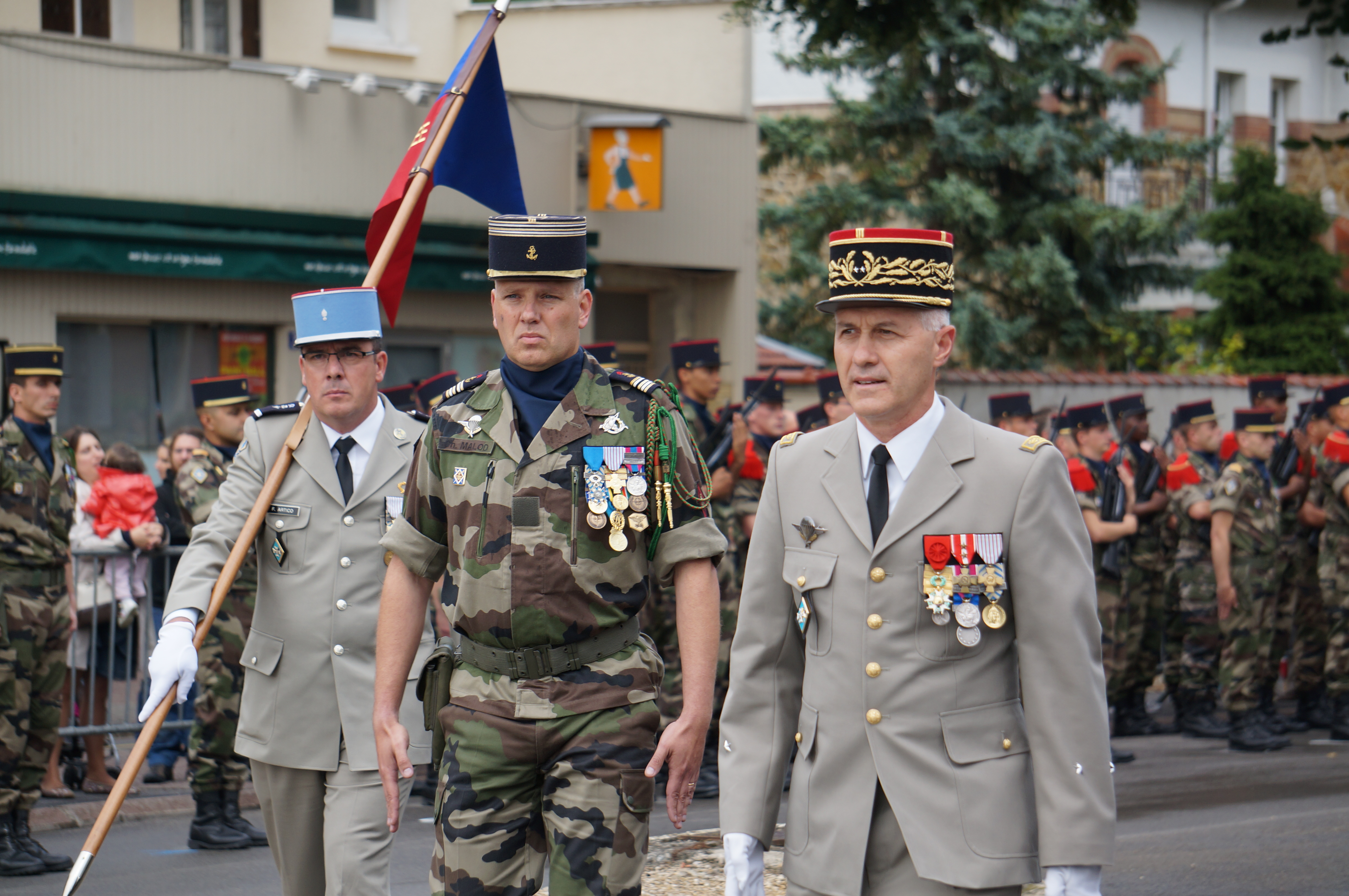
Le général Guibert commandant la brigade, le fanion de la brigade, 14 juillet 2014.

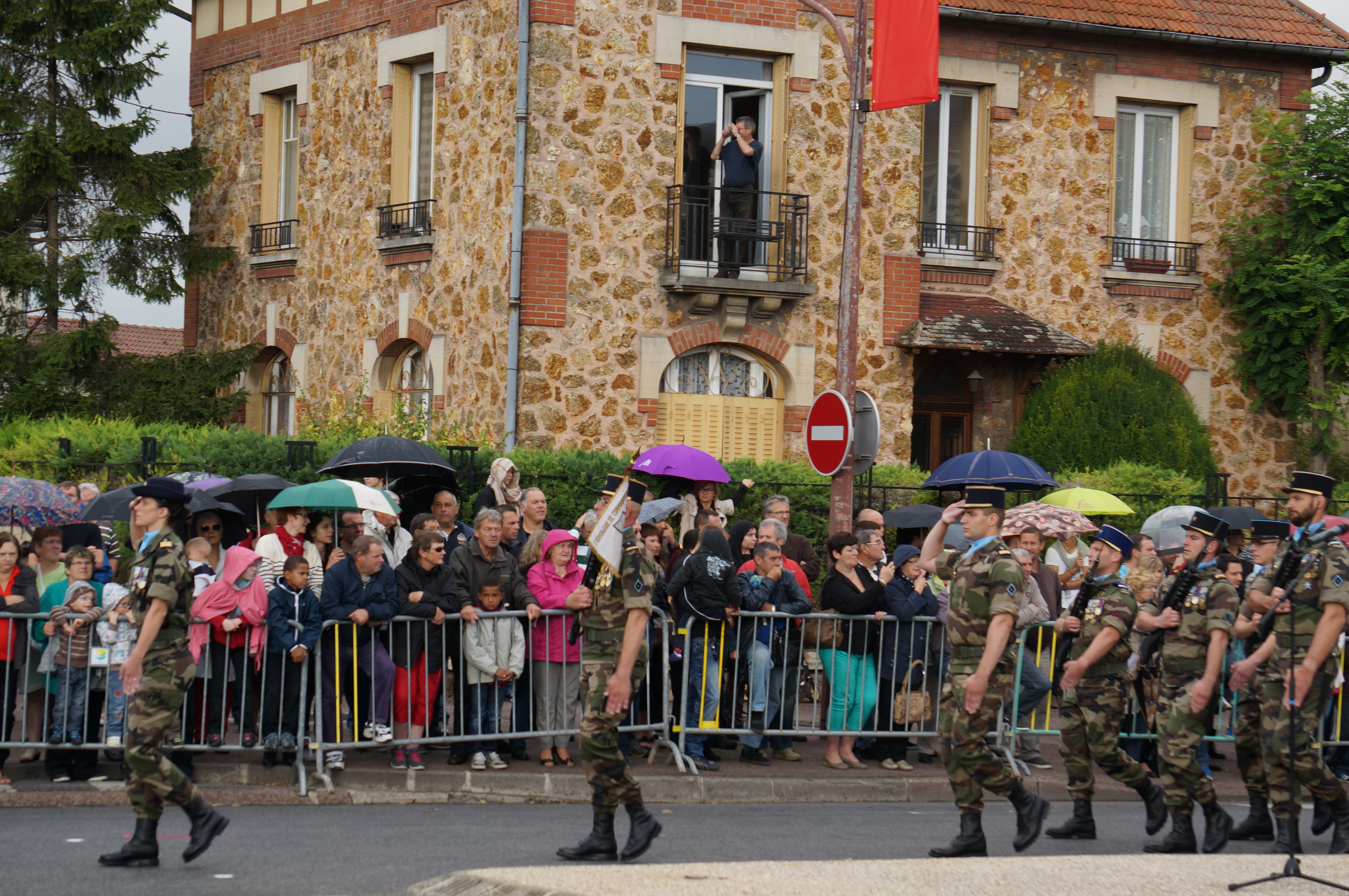
La compagnie de commandement.

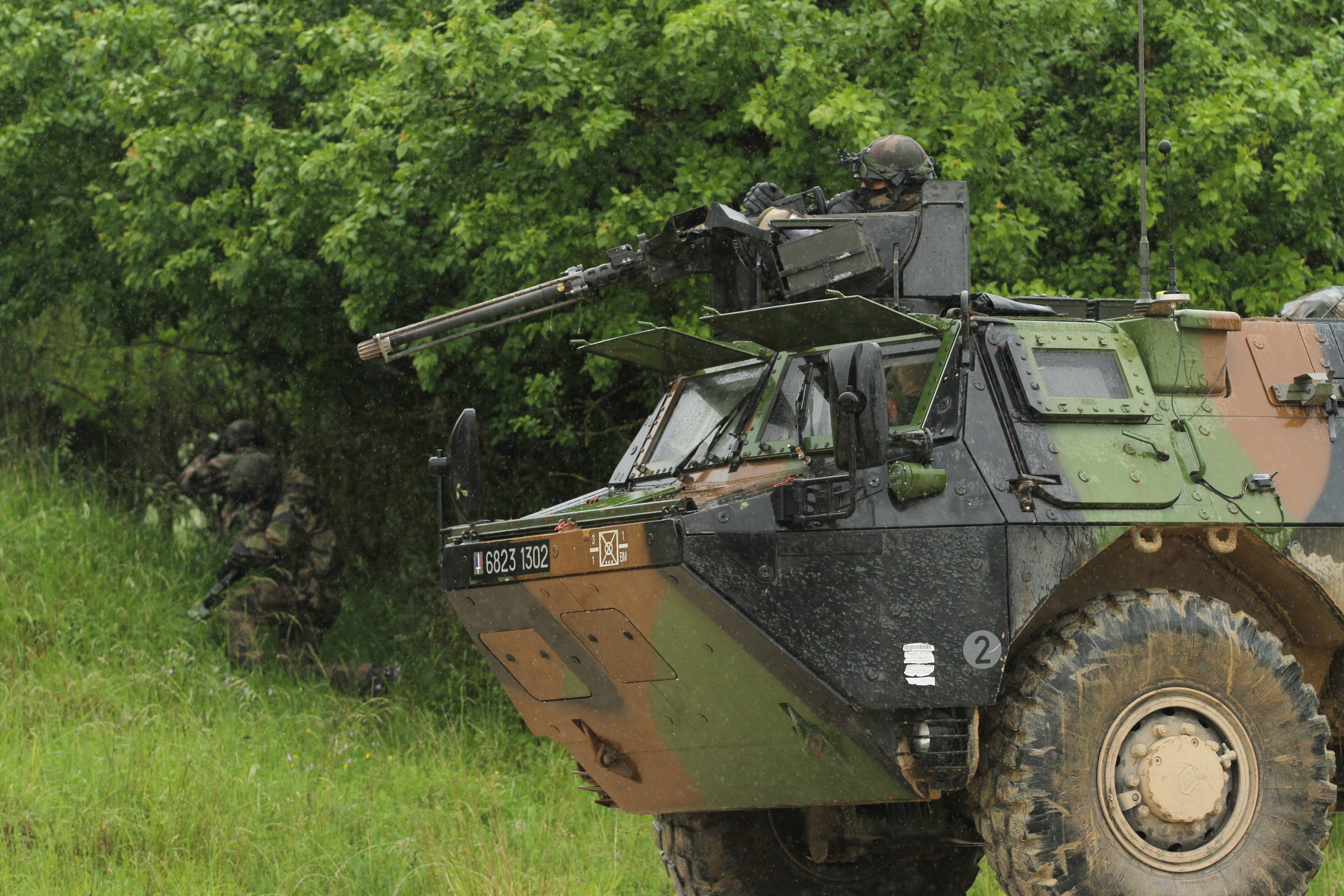
Un V.A.B. de la 1re brigade en manœuvre en Allemagne en 2014.

- 1er régiment de tirailleurs d’Épinal ;
- 1er régiment d'artillerie de marine de Châlons-en-Champagne ;
- 3e régiment du génie de Charleville-Mézières  ;
- 1re compagnie de commandement et de transmissions (1re CCT) de Châlons-en-Champagne avec 22 VAB ;
- Escadron d'éclairage et d'investigation numéro 1 (EEI N° 1) de Valence ;
- Batterie de renseignement brigade ;
- Centre de formation initiale des militaires du rang (CFIM) de Dieuze.

Ses équipements principaux étaient les suivants[Quand ?][réf. nécessaire] :
- environ 250 V.A.B. ;
- environ 70 VBCI ;
- 32 postes de tir MILAN ;
- 54 postes de tir ERYX ;
- 2 batteries Caesar-ATLAS, Mortiers de 120 mme ;
- 48 blindés légers AMX 10 RCR ;
- une batterie de missiles sol-air (MISTRAL) ;
- des canons de 20 mm ;
- 12 engins blindés du génie (EBG) ;
- 4 matériels d'amélioration de la traficabilité des sols (MATS) ;
- 6 engins de franchissement de l'avant (EFA) ;
- 6 ponts automoteurs d'accompagnement (PAA) ;
- 18 matériels polyvalents du génie (MPG).